# Irahistan
Irahistan (persisch ایراهستان) oder Irahestan ist eine Region, die aus der südlichen Provinz Fars und der westlichen Provinz Hormozgan im Iran besteht.
Die Region Irahistan besteht derzeit aus mehreren Landkreisen in der Provinz Fars (Larestan, Khonj, Gerash, Lamerd und Mohr) und Bastak, Bandar Lengeh und Parsian in Hormozgan. Die Bedeutung der Region wuchs während der sassanidischen Zeit mit der enormen Ausweitung der Siedlungen in Irahistan.
Im Mittelalter wurde die Region von lokalen Herren regiert, bis sie 1610 durch eine Invasion der Safawiden entmachtet wurden. Im dreizehnten Jahrhundert wurde die Stadt Lar zu einem Handels- und Handelszentrum in Irahistan und die Bevölkerung dieser Stadt wuchs schnell, schneller als die historischeren Städte. Die Menschen in dieser Region sprechen Persisch und Larestani.
In den Distrikten von Iharistan leben 356.210 Menschen.